# سفيان عبد اللاييف
سفيان عبد اللاييف (8 نوفمبر 1956 - 28 مارس 2011) (بالروسية: Супьян Абдуллаев) نائب سابق لرئيس جمهورية الشيشان إشكيريا، وأحد أكبر قيادات المجاهدين في القوقاز، ومن المقربين للرئيس السابق دوكو عمروف أمير إمارة القوقاز الإسلامية.